# Riesentukan

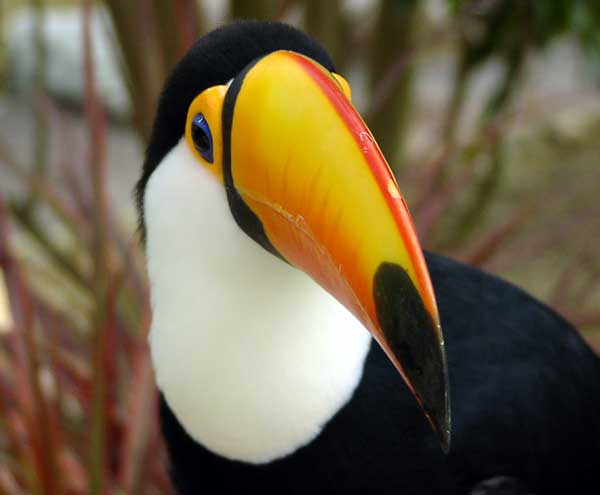
Kopf und Schnabel

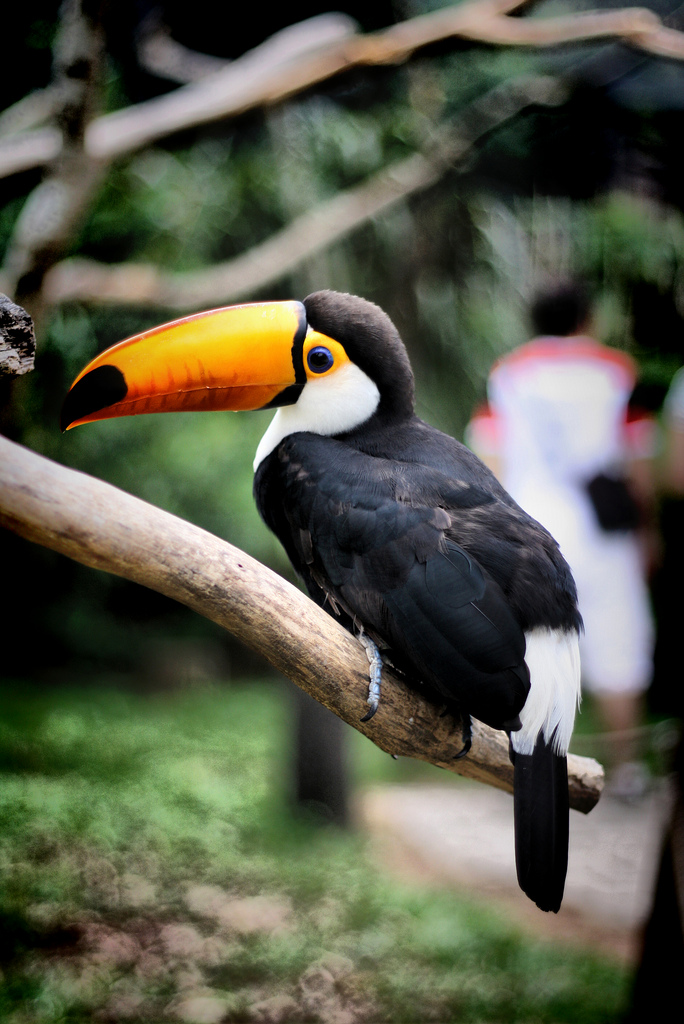
Riesentukan

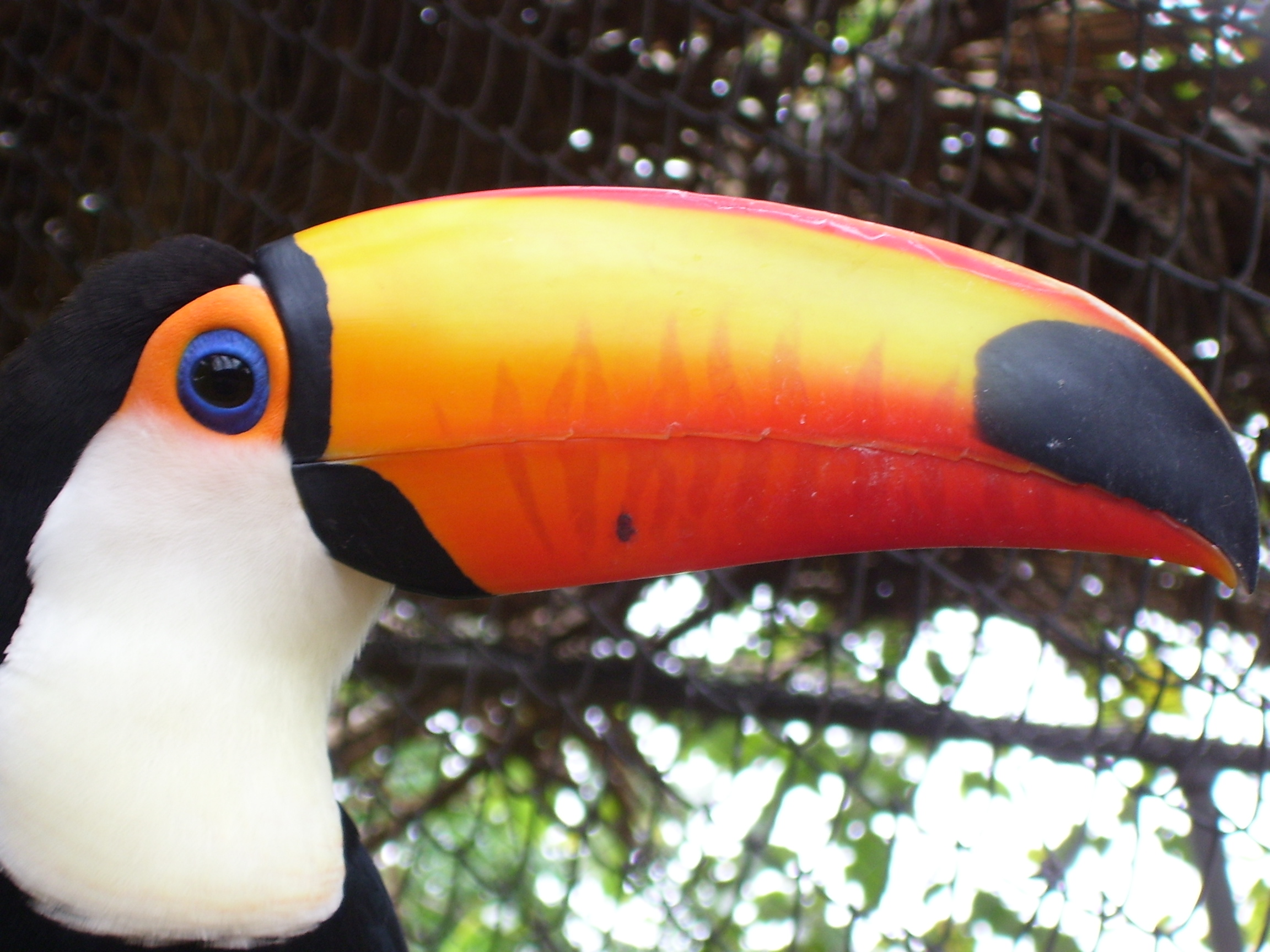
Porträt

Der Riesentukan (Ramphastos toco) ist eine Vogelart aus der Familie der Tukane (Ramphastidae) und der Ordnung der Spechtvögel (Piciformes). Wie der Name vermuten lässt, handelt es sich um eine sehr große Tukanart mit einem ebenso überdimensionalen, auffällig orange gefärbtem Schnabel, der die Art unverwechselbar macht. Der Vogel kommt ausschließlich in Südamerika vor und ist die einzige Tukanart, die geschlossene Waldgebiete weitgehend meidet. 
Es werden zwei Unterarten unterschieden. Die IUCN stuft den Riesentukan als ungefährdet (least concern) ein, es liegen für diese Art aber keine genaueren Bestandszahlen vor.

## Aussehen

### Maße und Gewicht
Der Riesentukan erreicht eine Körperlänge von 56 bis 62 Zentimetern. Die Männchen der Nominatform haben eine Schnabellänge von durchschnittlich 20 Zentimetern, die Schnabellänge der Unterart Ramphastos toco albogularis ist mit 18,7 Zentimetern etwas kleiner. Weibchen haben grundsätzlich kleinere Schnäbel. Bei den Weibchen der Nominatform beträgt die Schnabellänge durchschnittlich 17,9 Zentimeter und bei denen der Unterart R. t. albogularis 16,5 Zentimeter. Dies ist der größte Schnabel unter allen Tukanarten. Das Gewicht variiert zwischen 640 und 860 Gramm für die Männchen und zwischen 500 und 695 Gramm für die Weibchen.

### Federkleid und Schnabel
Adulte Riesentukane haben ein größtenteils glänzend schwarzes Gefieder. Lediglich das Kinn, die Ohrdecken und die Nackenseiten sind weiß. Die Kehle ist individuell unterschiedlich blass bis leuchtend gelb. Allerdings ist diese gelbe Kehle bei Feldbeobachtungen gewöhnlich nicht zu sehen. Die schwarzen Federn am oberen Kehlbereich haben eine rote, schmale Spitze und bilden ein schmales rötliches Band. Die Oberschwanzdecken sind weiß, die Unterschwanzdecken sind rot. 
Der Schnabel ist sehr lang und schmal. Am Ende des Oberschnabels befindet sich ein großer, längs gezogener schwarzer Fleck. An der Schnabelwurzel befindet sich eine schwarze Querbinde. Der übrige Schnabel ist rot-orange, wobei der Schnabelrücken (Culmen) am rötlichsten ist. Das Schnabelinnere ist gelb und geht zum Kopf hin in ein Violett über. Die unbefiederte Haut rund um das Auge ist gewöhnlich orange. Einige Individuen sind unter dem Auge gelblich grün. Ein schmaler und wulstiger blauer Augenring verläuft um das Auge. Die Augen sind braun und variieren von einem Blassbraun bis zu einem hellen Graublau. Die Füße und Beine sind bläulich bis graublau.   
Jungvögel sind generell etwas matter und blasser gefärbt. Ihr Gefieder ist eher rußfarben und nicht glänzend. Der große Schnabelfleck auf dem Oberschnabel ist bei ihnen bräunlich bis schwarzbraun, die ungefiederte Gesichtshaut ist mattweiß.

## Verbreitung und Lebensraum

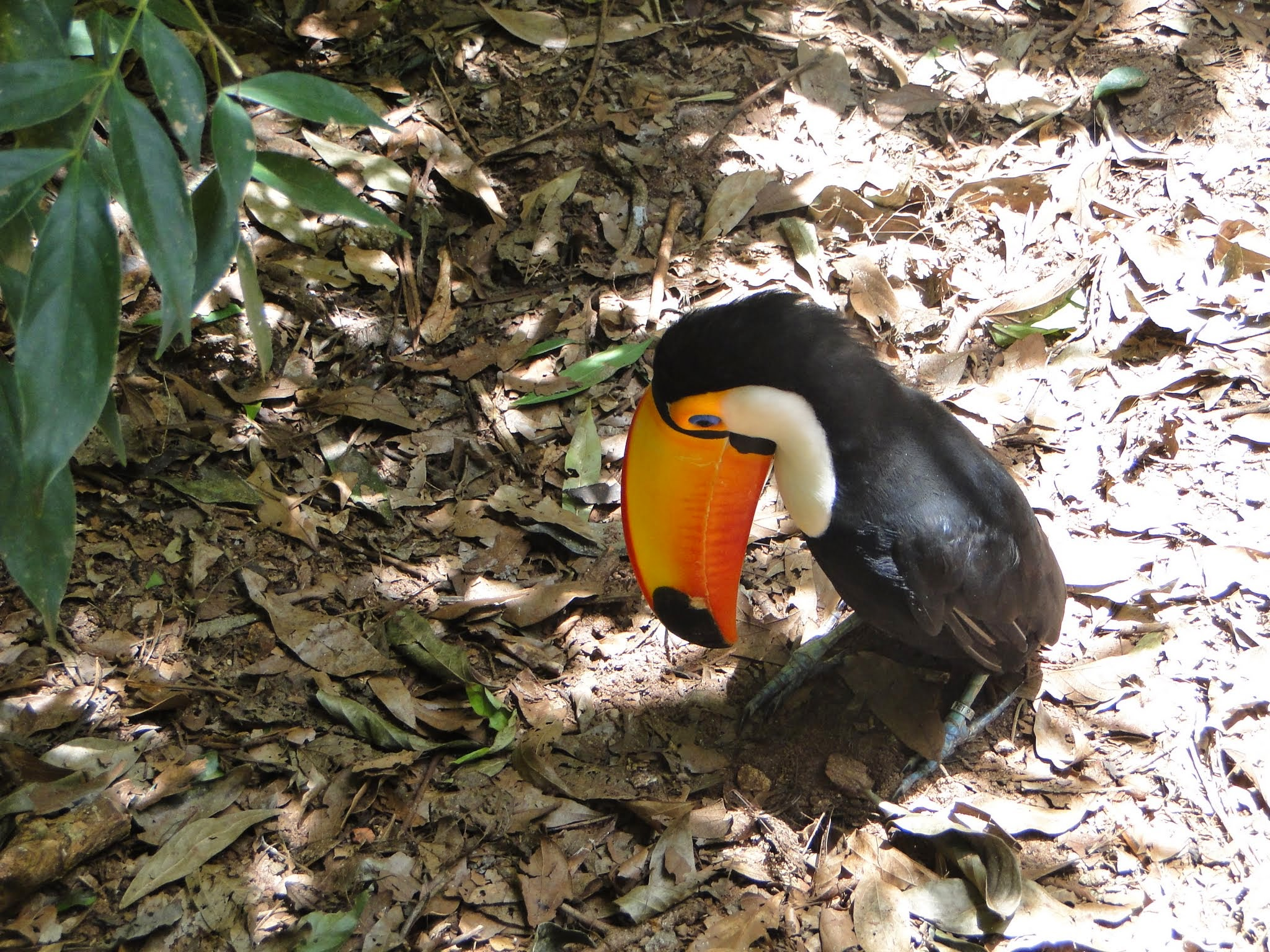
Tukan (Iguazu National Park)

Der Riesentukan bewohnt die Tieflandregionen im Osten Südamerikas von Suriname bis Nordostargentinien. Im Westen erreicht die Art in Bolivien und Peru das Vorland der Anden. Der Riesentukan ist die einzige Tukanart, die auch halboffenes Gelände besiedelt.
Im Nordosten des Verbreitungsgebietes hält sich der Riesentukan überwiegend auf Meeresniveau auf. Im Osten Boliviens kommt er noch in Höhenlagen von 1200 Metern vor. Im Departamento Chuquisaca wurde er sogar auf 1750 Meter Meereshöhe beobachtet.

## Lebensraum
Der Riesentukan bevorzugt offenes Gelände, das locker mit einzelnen Bäumen bestanden ist. Er kommt entsprechend in Savannengebieten mit Palmen, einigen wenigen Hainen oder Uferwäldern vor und besiedelt die Ränder von Waldinseln sowie Galeriewälder. Er kommt außerdem auf Kokosnuss- und anderen Plantagen, Palmenhainen und selbst in baumbestandenen Vororten vor. Anders als viele andere Arten aus der Gattung Ramphastos überquert der Riesentukan ohne Zögern baumlose Regionen. Trupps von Riesentukanen fliegen dabei typischerweise hintereinander.

## Nahrung und Verhalten
Riesentukane leben einzeln, in Paaren oder in kleinen Trupps, die selten mehr als neun Individuen umfassen. Grundsätzlich lebt er weniger sozial als andere Arten der Eigentlichen Tukane. Er hält sich gewöhnlich in Baumwipfeln auf und geht sogar gelegentlich auf den Boden, um herabgefallene Früchte aufzunehmen. Regelmäßig baumt er auf toten Ästen in Baumwipfeln auf und lässt von dort seine Rufe erschallen.
Die Nahrung des Riesentukans besteht hauptsächlich aus Früchten, aber auch aus Insekten, Vogeleiern, Jungvögeln und anderen Kleintieren.
Der Tukan benutzt seinen riesigen Schnabel, um größere Früchte zu pflücken, sie auszuquetschen und den Saft zu trinken. Kleinere Früchte werden als Ganzes verspeist. Zum Nahrungsspektrum des Riesentukans zählen Guaven, Paprika und Orangen.
Der Riesentukan frisst in seinem Verbreitungsgebiet regelmäßig die Eier und Nestlinge des Gelbrücken-Stirnvogels, wobei ein Teil eines Tukan-Trupps die adulten Gelbrücken-Stirnvögel abwehrt und ein anderer in den Nestern nach Eiern und Jungen sucht. Bei in Volieren gehaltenen Riesentukanen hat man auch die Jagd auf Haussperlinge beobachtet.

## Fortpflanzung

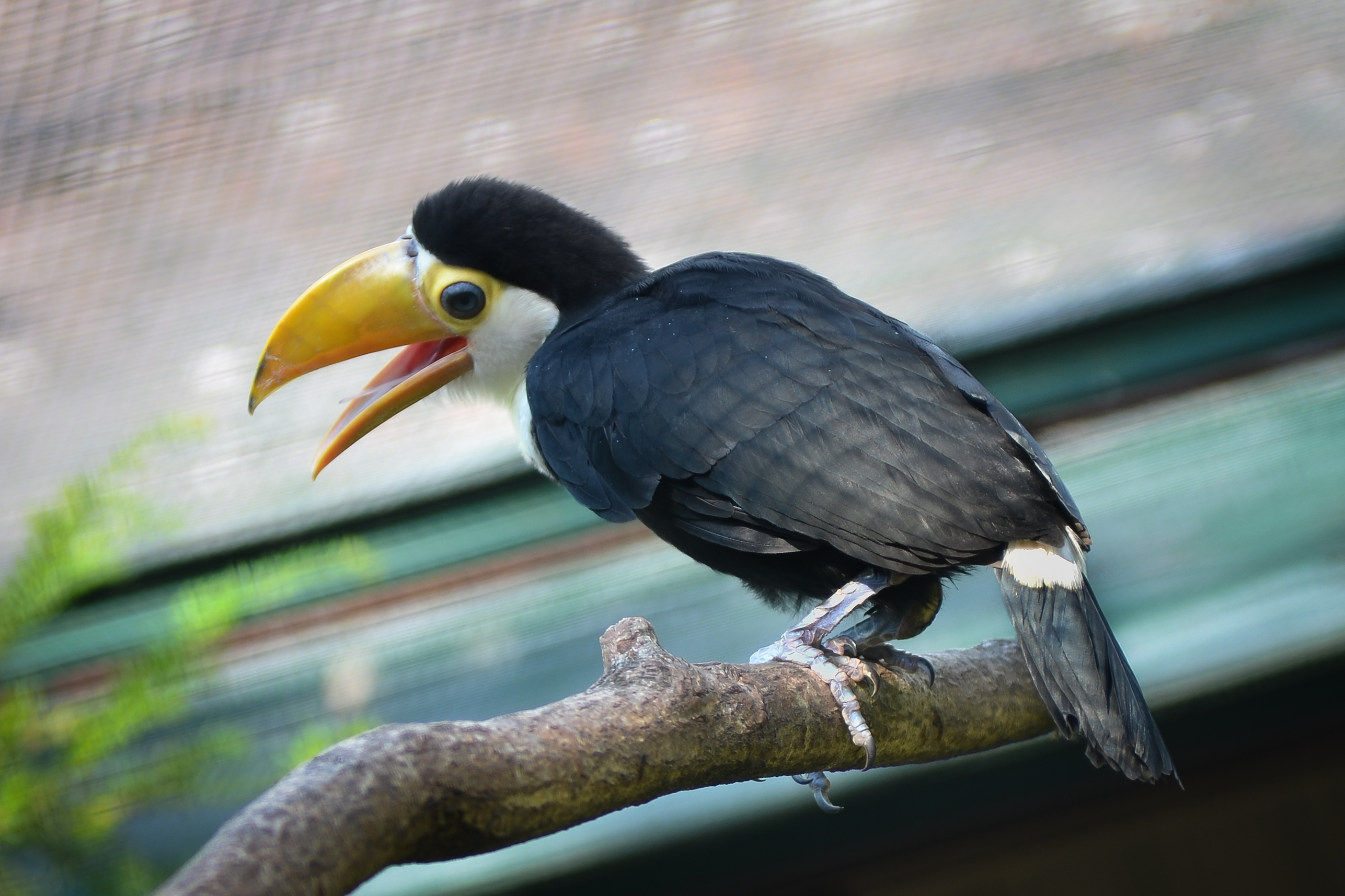
Jungvogel

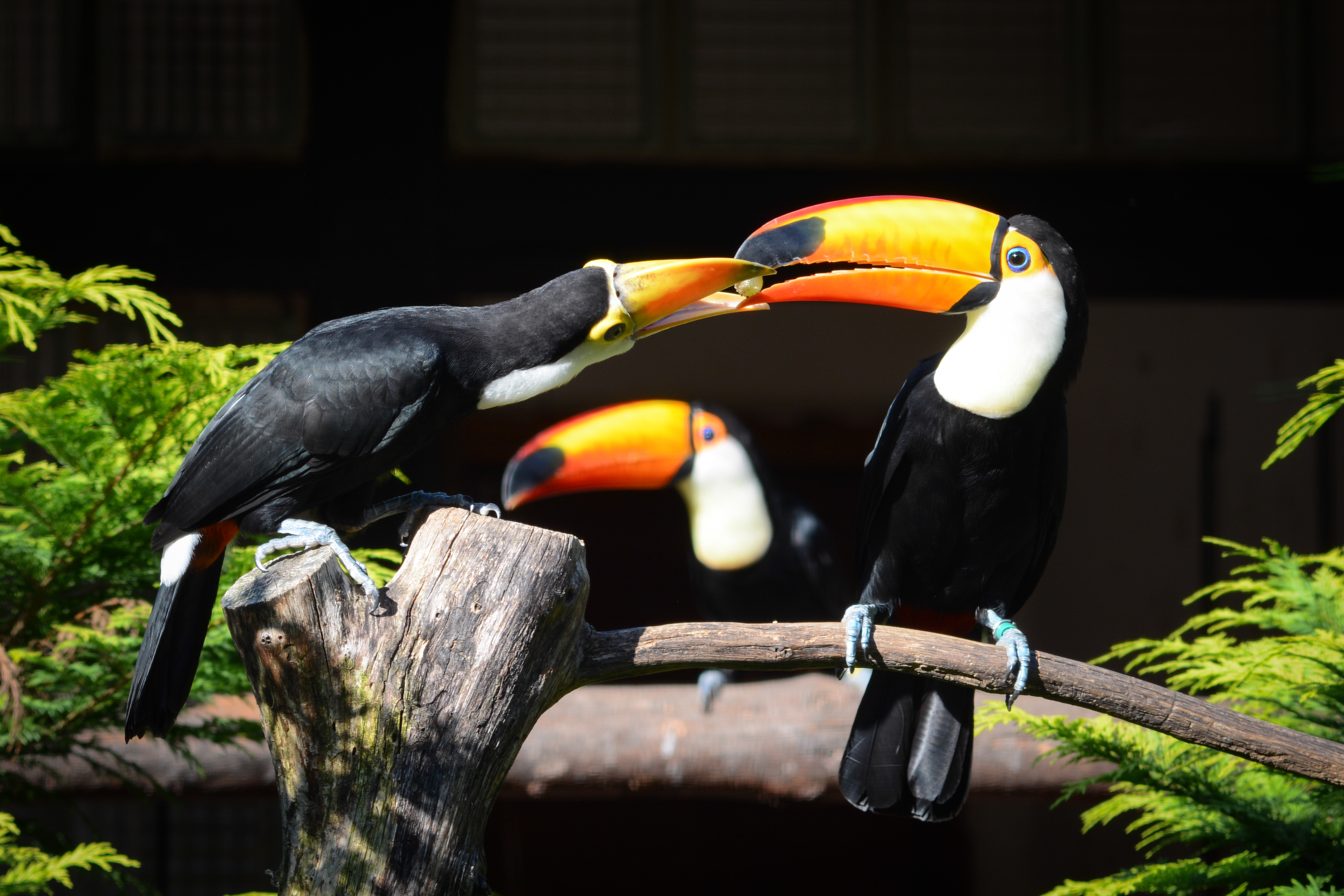
Fütterung eines Jungvogels

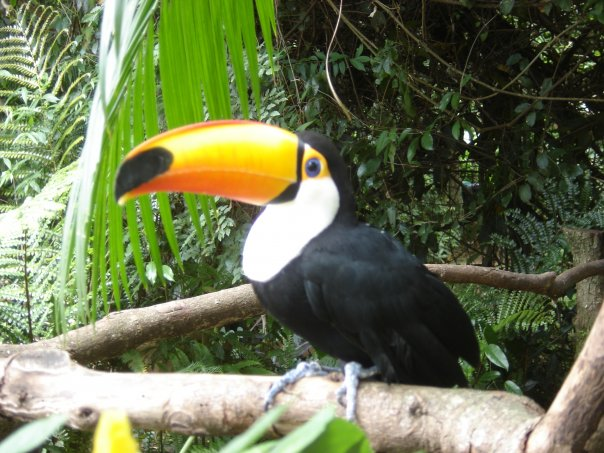
Riesentukan

Die Fortpflanzungszeit variiert abhängig von der geographischen Breite. Im Amazonasgebiet fällt sie in den Zeitraum September bis Januar, in Bolivien und Westargentinien in den Zeitraum Oktober bis Februar.
Während der Fortpflanzungszeit zeigen Riesentukane ein innerartliches Aggressionsverhalten, bei dem sie den Schnabel und den Kopf einem Artgenossen zuwenden und, wenn dieser nahe genug ist, nach ihm hacken oder auch am Schnabel greifen. Oft schlagen sie ihren Schnabel hart gegen Zweige.
Verpaarte Vögel putzen sich gegenseitig das Gefieder, gelegentlich wird dabei auch ein drittes Individuum einbezogen. Aus der Gefangenschaftshaltung weiß man, dass sie ab der Eiablage außer dem Partnervogel keinen anderen Artgenossen in ihrer Nähe dulden.
Die Bruthöhle ist gewöhnlich eine natürliche Baumhöhle, kann aber in hohlen, weichholzigen Mauritia-Palmen auch ganz oder teilweise selbst gegraben werden. Sie nutzen außerdem Erdhöhlen sowie Termitenhügel, die der Feldspecht aufgehackt hat.
Das Gelege besteht aus zwei bis vier Eiern. Die Brutzeit beträgt 17 bis 18 Tage. Gewöhnlich brüten beide Elternvögel. Die Nestlinge erhalten von den Elternvögeln zunächst Insekten, der Anteil an pflanzlicher Nahrung steigt mit zunehmenden Lebensalter der Nestlinge. Sie sind in einem Alter von 43 bis 52 Tage flügge, die Entwicklung des Schnabels dauert jedoch bis zu einem Jahr an.

## Unterarten
Es werden zwei Unterarten für den Riesentukan unterschieden. Die Unterart Ramphastos toco albogularis Cabanis,1862 kommt im Süden des Verbreitungsgebietes dieser Art vor. Das Verbreitungsgebiet erstreckt sich vom Süden Boliviens und dem Norden Paraguays über Mato Grosso, Goiás, Piauí und Bahia. Verglichen zur Nominatform ist diese Unterart etwas kleiner und hat einen kürzeren Schnabel. Die Kehle und das Kinn ist deutlicher weiß.

## Riesentukane und Mensch

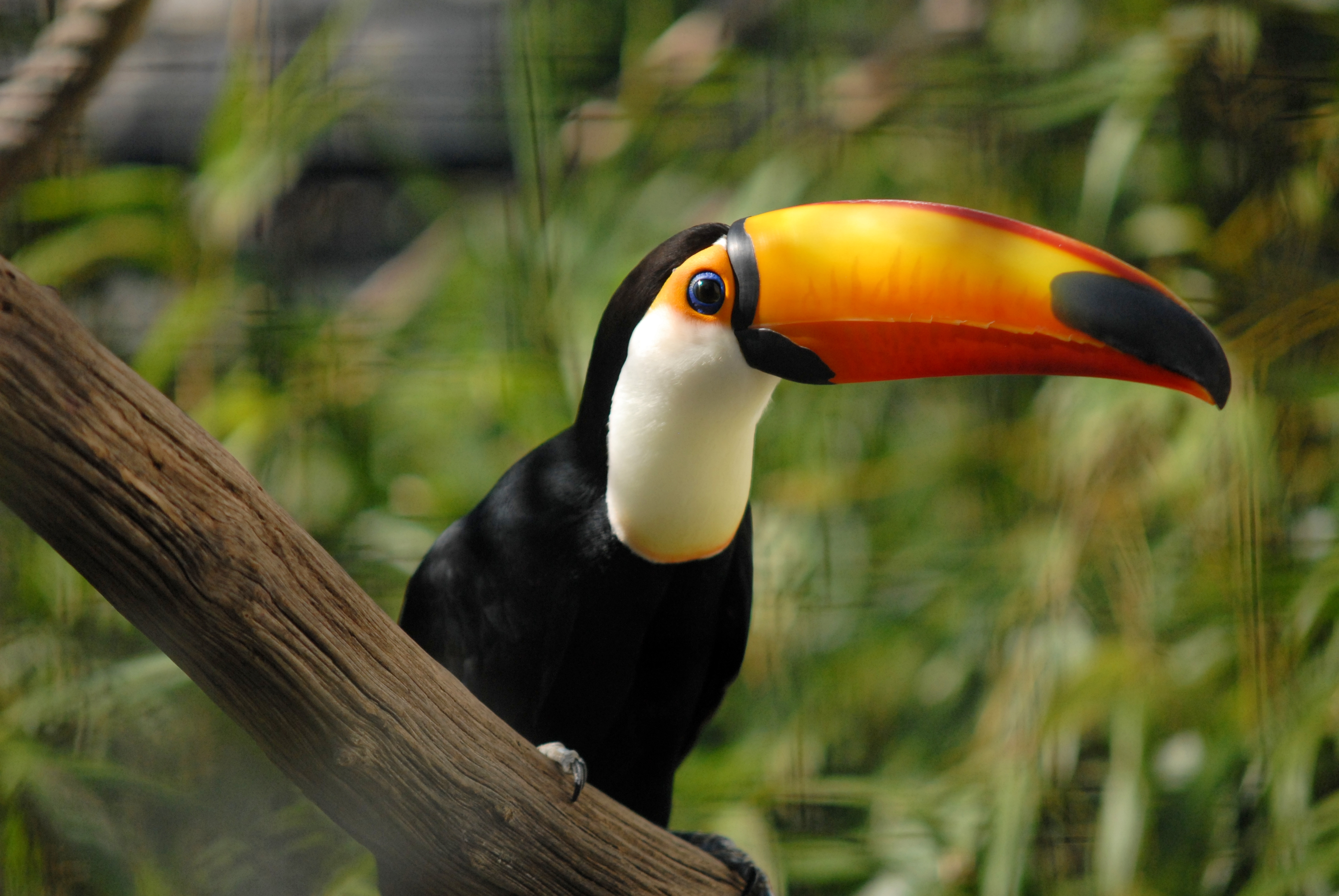
Riesentukan

Die Vogelart kommt in ihrem Lebensraum häufig vor und gilt als nicht gefährdet, aber die massive Zerstörung ihres Lebensraumes, des tropischen Regenwaldes, könnte in Zukunft zu einem Problem werden.
Der Riesentukan ist die erste Tukanart, die von Europäern im Jahre 1555 beschrieben wurde. Da sie sehr große und farbenprächtige Tukane sind, die deswegen einen hohen Schauwert haben, werden sie weltweit in zahlreichen Zoologischen Gärten und Vogelparks gezeigt. Sie gehören zu den Tukanarten, deren Zucht am häufigsten gelingt. Allein zwischen 1982 und 1996 wurden weltweit in 21 Zoos insgesamt 109 Jungtiere dieser Art großgezogen.
Bekanntheit erreichte der Riesentukan auch als Werbefigur der Guinness-Brauerei. Die vom Grafiker John Gilroy angefertigte Illustration eines Tukans, der Gläser mit dem Produkt der Brauerei auf seinem Schnabel balanciert, wurde erstmals 1935 in einer Reklame verwendet. Ferner verwendet die Hotelkette Van der Valk das Tier in ihrer Werbung.

## Etymologie und Forschungsgeschichte
Die Erstbeschreibung des Riesentukans erfolgte 1776 durch Philipp Ludwig Statius Müller unter dem wissenschaftlichen Namen Ramphastos Toco. Als Verbreitungsgebiet gab er Cayenne mit Verweis auf Georges-Louis Leclerc de Buffon an. 1758 führte Carl von Linné die für die Wissenschaft neue Gattung Ramphastos ein. Dieser Begriff leitet sich ῥαμφηστης, ῥαμφη rhamphēstēs, rhampē für schnäutzig, Schnabel ab. Der Artname toco bedeutet vermutlich in der Guaraní-Sprache Tukan. Albogularis ist ein Wortgebilde aus lateinisch albus ‚weiß‘ und lateinisch -gularis, gula ‚-kehlig, Kehle‘. Alfred Laubmann sah in seinem Werk Die Vögel von Paraguay die Nominatform des Riesentukans in Paraguay. Allerdings zog er zum Vergleich Bälge aus typischen Regionen der R. t. albogularis heran. Er erklärte auch, dass im Vergleichsmaterial aus den nördlichen Verbreitungsgebieten nicht zur Verfügung stand.